# Пуцањ
Пуцањ је југословенски филм из 1977. године. Режирао га је Крешимир Голик а сценарио је писао Мирко Саболовић.

## Радња
Томо Брадић и Петар Зорић су комшије и пријатељи из детињства. По повратку из лова, Томина пушка опали и рани Петра. Петар је у болници тешко рањен, а Томо у истражном затвору. Тај пуцањ уноси велики немир у њиховом селу.

## Улоге
| Глумац                 | Улога           |
| ---------------------- | --------------- |
| Марко Николић          | Петар Зорић     |
| Божидар Орешковић      | Томо Брадић     |
| Фабијан Шоваговић      | Пајо Брадић     |
| Семка Соколовић-Берток | Петрова мајка   |
| Божидарка Фрајт        | Савка Зорић     |
| Вања Драх              | Фрањо           |
| Мирјана Каузларић      | Иванка          |
| Мато Ерговић           | Мрђан           |
| Угљеша Којадиновић     | истражитељ      |
| Ђуро Утјешановић       | Стево           |
| Круно Валентић         | Мато Шкорић     |
| Томислав Терзић        | ловац           |
| Петар Добрић           | комшија         |
| Рикард Брзеска         | комшија         |
| Влатко Дулић           | затвореник      |
| Душко Гојић            | затворски чувар |
| Сабрија Бисер          | тужилац         |
| Вјенцеслав Капурал     | судија          |
| Хермина Пипинић        | Гргецова жена   |
| Бисерка Алибеговић     | Сусједа         |
| Јован Стефановић       | Сусед           |

## Награде
- Пула 77' - Сребрна арена за сценарио[3]; Диплома жирија Мирјани Каузларић[2]
- Ниш 77' - Велика повеља Божидарки Фрајт[2][4]